# František Flos

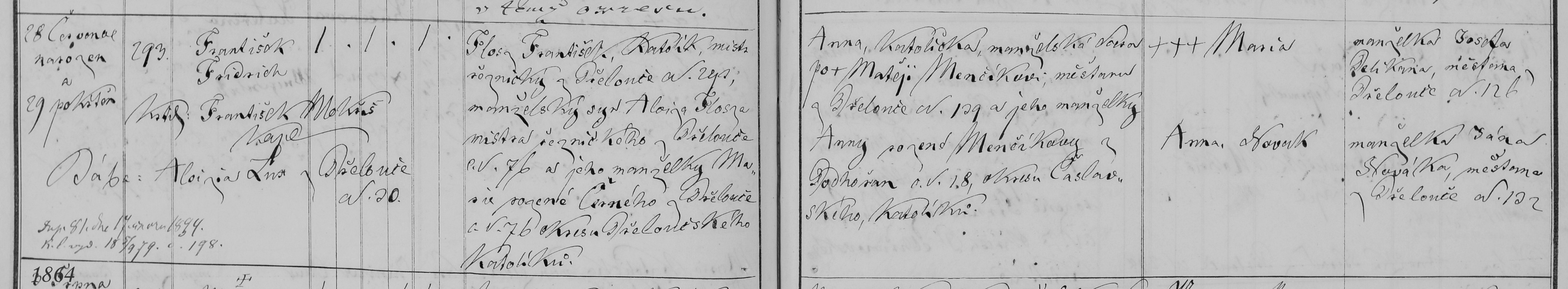
matriční zápis o narození a křtu Františka Flose (matrika N 1857–1869 Přelouč (SOA Zámrsk))

František Flos (27. července 1864, Přelouč – 8. ledna 1961, Praha) byl český pedagog, spisovatel, dramatik a překladatel.

## Životopis
Narodil se v rodině Františka Flose, mistra řeznického z Přelouče a Anny Flosové-Menčíkové. Měl tři sourozence: Aloise (* 1854), Karla (* 1859) a Jindřicha (* 1869). Se ženou Gabrielou měl dva syny: Jiřího a Karla.
Vystudoval učitelský ústav v Hradci Králové. Nejprve působil jako učitel na Kolínsku, ředitelem obecné školy se stal v Týnci nad Labem. Od roku 1923 byl okresním školním inspektorem v Pardubicích.
Literatuře se začal věnovat poměrně pozdě, někdy kolem roku 1900. Od roku 1905 redigoval lidové kalendáře Havlíček a Palacký, v roce 1920 založil dětský časopis Úsvit. Proslavil se jako autor dobrodružné literatury pro mládež a je společně s Eduardem Štorchem považován za jejího zakladatele v české literatuře. Přestože nikdy nebyl za hranicemi své vlasti, dokázal na základě vyprávění přátel a odborné literatury vytvořit věrohodný obraz cizích zemí, který spojoval s barvitým a dramatickým dějem obsahujícím kromě napětí i morální poselství. Díky své šíři záběru i použití prvků SF je někdy považován za českého Julese Verna. Překládal z angličtiny a francouzštiny.
Byl členem Spolku českých spisovatelů beletristů Máj. Používal mnoho pseudonymů – Brabec, F. Konopka, Filip Kos, Pěnkava, Rorejs, F. Strnad a F. Vrabec. Byl představitelem tzv. žánrového realismu. V Praze bydlel na Spořilově č. 45/26.

## Dílo

### Dobrodružné romány
- Lovci orchidejí I-III (1920–1922), třídílný román napsaný podle zážitků Jana Satrapy, zámeckého zahradníka v Červených Pečkách. Jednotlivé díly mají tyto názvy:
  - Lovci orchidejí (1920)
  - V pralesích Ecuadoru (1921)
  - Pod sluncem rovníkovým (1922)
- Strýcův odkaz (1926), odehrává se z větší části v Mosambiku v době první světové války
- Útěk ze zajetí (1929), líčí příběh dvou slovenských emigrantů, kteří ve vzrušených dobách první světové války padnou na Nové Guineji do německého zajetí
- Supové Atlasu (1929), vypráví o rozvoji a vzestupu marockého města Tazy na přelomu 17. a 18. století a o zániku tohoto města nedlouho poté
- Vzducholodí do srdce Brazílie (1929)
- Po stopách lupičů (1930), líčí příběh českého majitele brusírny drahých kamenů, jehož dodavatel kamenů – rovněž Čech – byl na Madagaskaru zabit a jeho žena i syn odvlečeni lupiči; později vydán pod názvem Za pokladem (1946)
- Z pralesů Konga (1932), líčí průzkumnou výpravu pěti mužů do nitra Belgického Konga za nalezišti vzácných kovů
- V bažinách argentinských (1933), ze severní Argentiny
- Lovci kožišin (1934), ze života trapperů a farmářů v Kanadě
- Po dobré stopě (1934), druhý díl románu Lovci kožišin
- Na Modrém Nilu (1935), z prostředí Súdánu v době Mahdího povstání v druhé polovině 19. století
- Albatros (1935), líčí cestu kolem světa, kterou na palubě letadla podniká dorůstající chlapec se svým otcem
- Nad Tichým oceánem (1938), volně navazuje na knihu Albatros
- Taje afrických pralesů (1941), vypráví o českém chlapci, který se po ztroskotání letadla ocitá mezi trpaslíky rovníkové Afriky

### Další próza
- Galerie dobráků (1905), obrázky, povídky, črty, humoresky
- Na cestách životem (1907), sbírka humoresek, povídek a veselých črt
- Rozvrat a jiné povídky (1910)
- Probuzští hoši (1913)
- Sedmikrásy (1913), povídky a obrázky
- Přemety a přelety (1915), hrst humoresek a obrázků
- Nádvorník Šibraváček (1915), život a dílo samorostlého filosofa z lesů
- Šlechetné slunce, Ohně na horách (1917), společné vydání dvou maloměstských románů
- Vítězná dráha (1918), kniha pro děti
- Poklad v domě (1918), dívčí četba
- Vstaň! (1919), román
- Plavčík Frantík: povídka vyznamenaná cenou Učitelského nakladatelství v Praze (1919)[3]
- Vlast svou v srdci nosíme (1924), povídka z počátku devatenáctého století
- Narostla nám křídla (1924), povídka ze života
- Štěstí najdeš na ulici (1925), povídka ze života
- Polda (1925), povídka ze života chudého chlapce
- Pětilístek (1925), povídky
- Lusky (1926), hrst humoresek a obrázků
- V krvi a v plamenech (1927), povídka z počátku 15. století
- Zkažený anděl (1927), studentský román
- Rebelie na vsi (1928), historie počestné obce Psotěvsi
- Babiččin Šmodrcha (1932), dětský románek
- Hynek Muška detektivem a co z toho pošlo (1932)
- Statečný rod (1939), povídka z minulosti

### Dětské divadelní hry
- Vzácný kolovrat (1911), hra pro děti se zpěvy a tanci
- Kralevic v zajetí (1912), loutková hra pro děti
- Cep a kosa (1915), pohádka
- Nanynka z Týnce (1917), hra se zpěvy pro děti
- V zajetí skalních mužíků (1918), báchorka se zpěvy
- Tajemství lesa (1932), hra se zpěvy pro mládež
- Ferda detektiv (1934), hra pro děti
- Létající restaurace U deseti haléřů (1936), moderní pohádka se zpěvy

### Ostatní
- Žena (1904), divadelní hra
- Lavina (1905), divadelní hra
- V přestávce (1916), žertovná deklamace pro čtyři dívky
- Trojdílná čítanka pro české školy obecné III 1920), třetí díl čítanky určený pro 6., 7. a 8. školní ročník
- Konsul z ostrovů (1928), veselohra
- Přírodopisná exkurse (1938), fraška ze studentského života

### Překlady
- Jeden z "Bídníků": Claude Gueux – Victor Hugo. Risettiny neděle – Pierre Zaccone; z francouzštiny F. Flos a E. Jar. Klenč (1898)
- Škola pohoršení – R. B. Sheridan; z angličtiny (1899)[3]
- Fysiologie – Michael Foster; z angličtiny (1900)
- Princ Pukavec – Èmile Watin; ilustrace od Viktora Olívy; z francouzštiny přeložili a pro české děti upravili F. Flos a Antonín Sellner (1909)
- Janin Jan – Émile Pouvillon (1910)[3]
- Sen: z cyklu Rougon-Macquartové: historie z časů druhého císařství – Émile Zola; z francouzštiny F. Flos a A. Sellner; předmluva Q. M. Vyskočil (1912)
- Statečný Jan: povídka pro mládež – E. Sibylle (1913)[3]
- Paní Bovaryová: román – Gustav Flaubert; z francouzštiny F. Flos a A. Sellner (1916)
- V růžích: román – André Theuriet: z francouzštiny (1913)
- Dům u dvou parem – A. Theuriet; z francouzštiny A. Sellner a F. Flos (1920)
- Smrtelný hřích – A. Theuriet; F. Flos a A. Sellner; ilustroval Jan Goth (1920)
- Útulek – A. Theuriet (1923)[3]
- Poslední útulek – A.Theuriet; A. Sellner a F. Flos (1924)
- Utrýzněná srdce – A. Theuriet; A. Sellner a F. Flos (1926)